# Macrorchis
Macrorchis is een geslacht van insecten uit de familie van de echte vliegen (Muscidae), die tot de orde tweevleugeligen (Diptera) behoort.

## Soorten
- M. alone (Walker, 1849)
- M. ausoba (Walker, 1849)
- M. majuscula (Coquillett, 1904)
- M. meditata (Fallen, 1825)